# Cryogenic Rare Event Search with Superconducting Thermometers
Cryogenic Rare Event Search with Superconducting Thermometers est un projet européen pour détecter des particules constituant l'hypothétique matière noire.
Ce projet utilise des détecteurs cryogéniques, placés sous le massif montagneux de Gran Sasso en Italie. Il fait la mesure simultanée des signaux provenant des phonons et photons émis par du tungstate de calcium.